# Kategoria e Parë 1983-1984
La Kategoria e Parë 1983-1984 fu la 45ª edizione della massima serie del campionato albanese di calcio disputata tra il 27 agosto 1983 e il 20 maggio 1984 e conclusa con la vittoria del Labinoti, al suo primo titolo.
Capocannoniere del torneo fu Vasil Ruci (Flamurtari) con 12 reti.

## Formula
Le squadre partecipanti al torneo furono 14 e disputarono un turno di andata e ritorno per un totale di 26 partite.
L'ultima classificata retrocedette mentre la penultima disputò uno spareggio contro la seconda della Kategoria e Dytë per la permanenza in massima serie.
La vincente del campionato fu ammessa alla Coppa dei Campioni 1984-1985 e fu l'unica squadra albanese qualificata alle coppe europee.

## Squadre
| Squadra             | Città        | Stadio | Stagione 1982-1983 |
| ------------------- | ------------ | ------ | ------------------ |
| Labinoti            | Elbasan      |        | 9°                 |
| 17 Nëntori          | Tirana       |        | 3°                 |
| KF Partizani Tirana | Tirana       |        | 2°                 |
| Dinamo Tirana       | Tirana       |        | 8°                 |
| Flamurtari          | Valona       |        | 4°                 |
| Tomori              | Berat        |        | 10°                |
| Vllaznia            | Scutari      |        | Campione d'Albania |
| Skënderbeu          | Coriza       |        | 7°                 |
| Lokomotiva          | Durazzo      |        | 6°                 |
| Luftëtari           | Argirocastro |        | 5°                 |
| Naftëtari           | Kuçovë       |        | 13°                |
| Traktori            | Lushnjë      |        | 12°                |
| Besa Kavajë         | Kavajë       |        | 11°                |
| 31 Korriku          | Burrel       |        | Kategoria e Dytë   |

## Classifica finale
|                    | Pos. | Squadra     | Pt | G  | V  | N  | P  | GF | GS | DR  |
| ------------------ | ---- | ----------- | -- | -- | -- | -- | -- | -- | -- | --- |
| Albania (bandiera) | 1.   | Labinoti    | 37 | 26 | 15 | 7  | 4  | 26 | 14 | +12 |
|                    | 2.   | 17 Nëntori  | 34 | 26 | 10 | 14 | 2  | 34 | 18 | +16 |
|                    | 3.   | Partizani   | 30 | 26 | 10 | 10 | 6  | 25 | 23 | +2  |
|                    | 4.   | Flamurtari  | 29 | 26 | 10 | 9  | 7  | 30 | 23 | +7  |
|                    | 5.   | Lokomotiva  | 25 | 26 | 8  | 9  | 9  | 30 | 29 | +1  |
|                    | 6.   | Besa Kavajë | 25 | 26 | 8  | 9  | 9  | 20 | 22 | -2  |
|                    | 7.   | Skënderbeu  | 25 | 26 | 6  | 13 | 7  | 15 | 18 | -3  |
|                    | 8.   | Vllaznia    | 24 | 26 | 9  | 6  | 11 | 28 | 24 | +4  |
|                    | 9.   | Tomori      | 24 | 26 | 7  | 10 | 9  | 16 | 19 | -3  |
|                    | 10.  | Luftëtari   | 24 | 26 | 6  | 12 | 8  | 29 | 34 | -5  |
|                    | 11.  | Dinamo      | 23 | 26 | 5  | 13 | 8  | 23 | 23 | 0   |
|                    | 12.  | Naftëtari   | 22 | 26 | 7  | 8  | 11 | 22 | 28 | -6  |
|                    | 13.  | Traktori    | 22 | 26 | 6  | 10 | 10 | 18 | 25 | -7  |
|                    | 14.  | 31 Korriku  | 20 | 26 | 7  | 6  | 13 | 12 | 28 | -16 |

Legenda:

      Campione d'Albania
      Ammesso allo spareggio
      Retrocesso in Kategoria e Dytë
Note:

Due punti a vittoria, uno a pareggio, zero a sconfitta.

### Spareggio
Lo spareggio fu disputato tra il Traktori e il Minatori Apolonia Fier, secondo classificato nella Kategoria e Dytë, il 23 e 30 maggio 1984.
| Lushnjë 23 maggio 1984 | Traktori | 2 – 0 | Apolonia Fier |  |

| Fier 30 maggio 1984 | Apolonia Fier | 1 – 0 | Traktori |  |

## Verdetti
- Campione: Labinoti
- Qualificata alla Coppa dei Campioni: Labinoti
- Retrocessa in Kategoria e Dytë: 31 Korriku